# 香港青少年數學精英選拔賽
香港青少年數學精英選拔賽（英語：The Hong Kong Mathematical High Achievers Selection Contest）是香港的一個初中數學競賽，由保良局及香港數理教育學會聯合主辦，在每年一、二月舉行。參賽學校每間派五名中三或以下的學生參賽。比賽目的是希望提高學生學習數學的興趣，並挑選優秀的參賽者代表香港參與青少年數學國際城市邀請賽。

## 比賽形式
- 全卷二小時。題目分甲、乙兩部份，甲部一般有14-17題，只須寫出答案；乙部一般有3-4題，作答則須列明步驟。